# Hertz
Hertz hay héc, ký hiệu là Hz, là đơn vị đo tần số (ký hiệu là f) trong hệ đo lường quốc tế (SI), tương đương với một chu kỳ trên giây. Hertz được lấy tên theo nhà vật lý người Đức Heinrich Rudolf Hertz. Đơn vị đo Hertz cho biết số lần dao động thực hiện được trong 1 giây. Hertz cũng được thể hiện bằng tiền tố SI: kilohertz (103 Hz, kHz), megahertz (106 Hz, MHz), gigahertz (109 Hz, GHz), terahertz (1012 Hz, THz).
Một số cách sử dụng phổ biến nhất của hertz là trong mô tả sóng sin và tông nhạc, đặc biệt là những ứng dụng được sử dụng trong truyền thanh radio - và các ứng dụng liên quan đến âm thanh. Nó cũng được sử dụng để mô tả tốc độ xung nhịp của máy tính và các thiết bị điện tử khác. Các đơn vị đôi khi cũng được sử dụng để biểu diễn năng lượng của một photon, thông qua liên hệ Planck–Einstein E = hν, trong đó E là năng lượng của photon, ν là tần số của nó và hằng số tỷ lệ h là hằng số Planck.